# Большое Вдовино
Большое Вдовино — деревня в Андреапольском районе Тверской области. Входит в состав Андреапольского сельского поселения.

## География
Деревня расположена в южной части района. Находится на расстоянии примерно 28 км к юго-востоку от города Андреаполь. Ближайшие населённые пункты — деревни Башево и Малое Вдовино.

## История
Деревня Большая Вдовина впервые упоминается на топографической трёхвёрстной карте Фёдора Шуберта, изданной в 1871 году.
На карте РККА 1923—1941 годов обозначена деревня Прямушенки. Имела 10 дворов.
В советское время входила в Ключевский сельсовет.
До 2005 года деревня входила в состав Козловского сельского округа, с 2005 — в составе Андреапольского сельского поселения.

## Население
| 2002 | 2010 |
| ---- | ---- |
| 4    | ↘1   |

Национальный состав
Согласно результатам переписи 2002 года, в национальной структуре населения русские составляли 100 % от жителей.